# Google Chrome
Google Chrome ([ɡuːɡl krəum], гугл кроум, превод на Chrome – хром) е безплатен уеб браузър на компанията Google. Софтуерът е създаден чрез продукта с отворен код Chromium и дава възможност за гледане на уебстраници като миниизображения (thumbnails – „тъмбнейли“).
Според Google браузърът е създаден, за „да направи работата в интернет по-бърза, по-лесна и по-безопасна с минимален дизайн, който не се натрапва“.
Google Chrome, както някои други съвременни браузъри, има възможност за т.нар. „инкогнито“ режим, при който на страниците, посетени от потребителя, бисквитките и всякаква друга информация, свързана с тях, не се запазва на компютъра на потребителя, а се изтрива след затварянето на програмата.
Google Chrome докладва на фирмата Google всяка страница, която потребителят е посетил. Според Google това се прави за благото на потребителя и затова тази функция е включена по подразбиране, обаче може и да се изключи от настройките, в случай че потребителят желае.
Според съобщение, излъчено на 6 септември 2008 г. по германската телевизия Tagesschau, Германската федерална служба за сигурност в информационните технологии (Bundesamt für Sicherheit in der Informationstechnik) предупреждава потребителите да не използват Google Chrome, защото „е недовършен (бета версия) и освен това е рисковано една фирма да разполага с толкова много информация за потребителя, в допълнение към е-пощата Gmail и Google Търсене.“
По данни на StatCounter, към октомври 2021 г. Chrome има 68% световен пазарен дял сред браузърите (след като достига връх от 72,38% през ноември 2018 г.) при персоналните компютри, използва се най-много при таблетите (надминава Safari), доминиращ е също при смартфоните, и държи 65% сред всички платформи взети заедно. Поради този успех Google разширява името на марката „Chrome“, прилагайки я и към други продукти: Chrome OS, Chromecast, Chromebook, Chromebit, Chromebox и Chromebase.

## Специални функции на браузъра
Това са някои от основните команди, които може да въведете в адресната лента на браузъра, за да видите допълнителна информация или да включите някои от функциите за разработчици.
| Адрес                               | Значение |
| ----------------------------------- | --- |
| chrome://about                      | Списък на служебните страници                                                                                          |
| chrome://accessibility              | Достъпност |
| chrome://extensions                 | Списък с използваните разширения                                                                                       |
| chrome://cache                      | Показва съдържанието на кеша                                                                                           |
| chrome://credits                    | Разработки, приложими в Chrome                                                                                         |
| chrome://dns                        | Показва DNS записите                                                                                                   |
| chrome://flags                      | Отключва скритите (експерименталните) възможности                                                                      |
| chrome://flash                      | Показва информация за Flash плъгина                                                                                    |
| chrome://histograms                 | Графики на различните статистически параметри                                                                          |
| chrome://inducebrowsercrashforrealz | Изпълнява принудителен срив на браузъра – разработчиците могат да проследят процесите, настъпващи при срив в системата |
| chrome://memory                     | Показва информация за използваните приложения и разделите на паметта                                                   |
| chrome://shorthang                  | Показва причините за „замразяване“ в раздела, тестова команда за разработчици.                                         |
| chrome://net-internals              | Мрежова информация |
| chrome://terms                      | Условия, предоставени от услугите на Chrome                                                                            |
| chrome://version                    | Номер на версията, аналогично – about:                                                                                 |
| view-source:[URL]                   | Преглеждане изходния код на страницата                                                                                 |